# Sokołów Podlaski
Sokołów Podlaski è una città polacca del distretto di Sokołów nel voivodato della Masovia.
Ricopre una superficie di 17,5 km² e nel 2005 contava 19 338 abitanti.
Qui nacquero la paleontologa Zofia Kielan-Jaworowska e la cestista Aleksandra Chomać.